# 1918年人民代表法令
《1918年人民代表法令》（英語：Representation of the People Act 1918），亦稱爲“第四部改革法令”，是英國在1918年进一步扩大下议院选民基础的法案。

## 背景
根据《1884年人民代表法令》，凡是每年付十磅以上租金的租户或者是拥有自己物业的城镇男性居民，或者是农村里每年支付十二磅以上地租的男性农户和土地年产值超过五磅的地主都有权参与下议院的选举。虽然选举权的财产限制已经很低了，但是仍然会有一部分人因为财产限制而无法参与选举。
伴随着第一次世界大战的结束，成千上万的复员军人发现自己不惜牺牲生命保护了英国宪政制度，到头来却没有投票权。因此，政治家们也开始考虑要进一步扩大选举权。

## 内容及影响
在本次改革中，彻底取消了下议院选举权的财产限制。规定但凡年满21周岁的成年男性以及年满30周岁的成年女性，均有下议院的选举权。
经过本次改革，英国符合选举条件的选民人数从七百七十万左右一跃变成两千一百万左右。并且在1918年举行了真正意义上的普选。

## 残留问题
由于本次的改革法案中对女性选民的年龄限制高过男性，因此被认为还是不公平。而这一状况直到1928年改革法案才得以改善。
另外，由于在之前的英国选举中，存在着违背当代一人一票（one person, one vote）准则的情况：有将近7%的选民拥有复数选票，比如拥有复数物业的人有权在其物业所在选区以及自己所居住选区都进行投票，而1918年改革法案并没有对这一情况进行改善。这一状况直到1948年改革法案才予以改善。